# Intermediário reativo
Em Química, um intermediário reativo é uma espécie química, habitualmente de baixa estabilidade, que aparece e posteriormente desaparece no mecanismo de reação. Não aparece nem na reação global, nem na equação de taxa de reação.1
A maioria das reações químicas são consecutivas (ou sucessivas), isto significa que para se completarem necessitam passar através de mais de uma etapa elementar. As espécies que são o produto de uma destas etapas e que se consomem numa etapa seguinte são os intermediários reacionais.
Os intermediários reacionais normalmente têm vida curta e são raramente isolados, sendo algumas vezes apenas postulados teoricamente. Tecnicamente são definidos como espécies que têm tempos de vida maiores do que uma de suas vibrações moleculares.

## Tipos de Intermediários Reativos
- Carbocátion
- Carbânion
- Carbenos
- Nitrenos
- Íon ônio
- Íon ênio
- Intermediários tetraédricos
- Complexo íon-neutro